# Martín García García
Martín García García (Gijón, 3 de diciembre de 1996) es un pianista español. En 2021, obtuvo en primer lugar en el Cleveland International Piano Competition y el tercer lugar en el Concurso Internacional de Piano Fryderyk Chopin.

## Biografía
Martín García García, nació en Gijón, el 3 de diciembre de 1996. 

### Carrera artística
A los 5 años comenzó a estudiar piano, primero con Natalia Mazoun e Ilyá Goldfarb en la Escuela de Música Viva 'Tchaikovsky'. Más tarde entró a la Escuela Superior de Música Reina Sofía, en Madrid, entre 2013 y 2019, donde fue estudiante de Galina Eguizárova, y donde obtuvo su grado profesional en música. También ha estudiado en la Mannes School of Music, con Jerome Rose.
Ha sido pianista solista con diversas orquestas. Dio una gira con la Orquesta Sinfónica Freixenet, bajo la dirección de Josep Pons. En la música de cámara, ha sido parte del Trío Nielsen y del Grupo Albéniz de Prosegur.
Fue invitado a participar en el Festival Internacional de Piano Ruhr, en Alemania, el cual es organizado por el pianista rumano Radu Lupu.
El 7 de agosto de 2021, García García, obtuvo el primer lugar en el Concurso Internacional de Piano de Cleveland, tras interpretar el Concierto para piano n.º 3 de Serguéi Rajmáninov con la Orquesta de Cleveland y la dirección de Gahja Ling. El premio consistió en $75,000 dólares, un piano Steinway & Sons, un concierto en Nueva York y servicios de administración para artistas.
En 2021, participó en el Concurso Internacional de Piano Fryderyk Chopin en su edición número 18, llegando a la fase final y alzándose con el Tercer Premio en uno de los concursos de piano más prestigiosos del panorama internacional. Además, García ha recibido también el Premio Especial de la Orquesta Filarmónica Nacional de Varsovia a la mejor interpretación de un concierto (The Warsaw Philharmonic Prize for the best performance of a concerto).

## Premios y reconocimientos
- Primer premio en el Concurso Compositores de España, 2005[10]
- Segundo premio en el Concurso internacional de jóvenes pianistas Anna Artobolévskaya, 2005[10]
- Primer premio en el Concurso Antón García Abril, 2006[10]
- Primer premio en el Concurso Santa Cecilia, 2006[10]
- Primer premio en el Concurso Ciudad de San Sebastián, 2008[10]
- Primer premio en el Concurso Infanta Cristina, 2008[10]
- Primer premio en el Concurso internacional de música para niños del Rotary Club de Rusia, 2008[10]
- Primer lugar en el International Keyboard Institute and Festival (IKIF)[5]
- Primer lugar en el Cleveland International Piano Competition, 2021[11][7]
- Tercer lugar en el Concurso Internacional de Piano Fryderyk Chopin, 2021[8]